# Fernando García (Spaans voetballer)
Fernando García Lorenzo (Astillero, 20 december 1912) was een Spaans voetballer. Hij speelde als middenvelder.

## Clubvoetbal
García begon als profvoetballer bij Sestao River Club. Van 1931 tot 1936 speelde hij voor Racing Santander. Vervolgens werd García gecontracteerd door FC Barcelona, waar de middenvelder slechts één seizoen zou spelen. Na afloop van een rondreis met Barça door Amerika tijdens de Spaanse Burgeroorlog besloot García niet terug te keren naar Spanje, maar achter te blijven in Mexico. Hij speelde daar voor CF Asturias,  
Real Club España en Club Deportivo Marte. In Argentinië was García nog actief bij Vélez Sarsfield en San Lorenzo de Almagro.

## Nationaal elftal
García speelde eenmaal voor het Spaans nationaal elftal, op 19 januari 1936 tegen Oostenrijk.